# Finala Cupei Campionilor Europeni 1986
Finala Cupei Campionilor Europeni s-a disputat la Sevilia, pe Estadio Ramón Sánchez Pizjuán, la data de 7 mai 1986.
Aceasta a fost câștigată de Steaua București, după ce Helmuth Duckadam a reușit să apere patru lovituri de departajare, mai târziu el fiind numit „Eroul de la Sevilla”. Acest trofeu este singura Cupă a Campionilor câștigată de Steaua și singura câștigată de o echipă românească.

## Detalii
| Steaua București | 0 – 0 (d. p.) | FC Barcelona |
| ---------------- | ------------- | ------------ |
|                  | (raport)      |              |

|                                     |     | Penaltiuri                                 |  |
| Majearu · Bölöni · Lăcătuș · Balint | 2-0 | Alexanko · Pedraza · Pichi Alonso · Marcos |  |

| Steaua | Barcelona |

| STEAUA BUCUREȘTI:                                      |    |                    |                 |      |
|                                                        |    |                    |                 |      |
| P                                                      | 1  | Helmuth Duckadam   |                 |      |
| F                                                      | 2  | Ștefan Iovan (c)   |                 |      |
| F                                                      | 6  | Miodrag Belodedici | Cartonaș galben |      |
| F                                                      | 4  | Adrian Bumbescu    |                 |      |
| F                                                      | 3  | Ilie Bărbulescu    | Cartonaș galben |      |
| M                                                      | 10 | Gavril Balint      |                 |      |
| M                                                      | 5  | Lucian Bălan       |                 | 75'  |
| M                                                      | 11 | Ladislau Bölöni    | Cartonaș galben |      |
| M                                                      | 8  | Mihail Majearu     |                 |      |
| A                                                      | 7  | Marius Lăcătuș     | Cartonaș galben |      |
| A                                                      | 9  | Victor Pițurcă     |                 | 107' |
| Înlocuiri:                                             |    |                    |                 |      |
| M                                                      | 14 | Anghel Iordănescu  |                 | 75'  |
| A                                                      | 15 | Marin Radu         |                 | 107' |
| Antrenor:                                              |    |                    |                 |      |
| Emerich Jenei Arbitrii asistenți: Al patrulea arbitru: |    |                    |                 |      |

| FC BARCELONA:  |    |                         |                 |      |
|                |    |                         |                 |      |
| P              | 1  | Javier Urruticoechea    |                 |      |
| F              | 2  | Gerardo                 |                 |      |
| F              | 3  | Migueli                 |                 |      |
| F              | 6  | José Ramón Alexanko     |                 |      |
| F              | 4  | Julio Alberto           | Cartonaș galben |      |
| M              | 5  | Víctor Muñoz            |                 |      |
| M              | 11 | Marcos Alonso           |                 |      |
| M              | 8  | Bernd Schuster (c)      |                 | 85'  |
| A              | 9  | Ángel Pedraza           |                 |      |
| A              | 10 | Steve Archibald         |                 | 106' |
| A              | 7  | Francisco José Carrasco | Cartonaș galben |      |
| Înlocuiri:     |    |                         |                 |      |
| M              | 15 | José Moratalla          |                 | 85'  |
| A              | 17 | Pichi Alonso            |                 | 106' |
| Antrenor:      |    |                         |                 |      |
| Terry Venables |    |                         |                 |      |